# Fisherman's Wharf

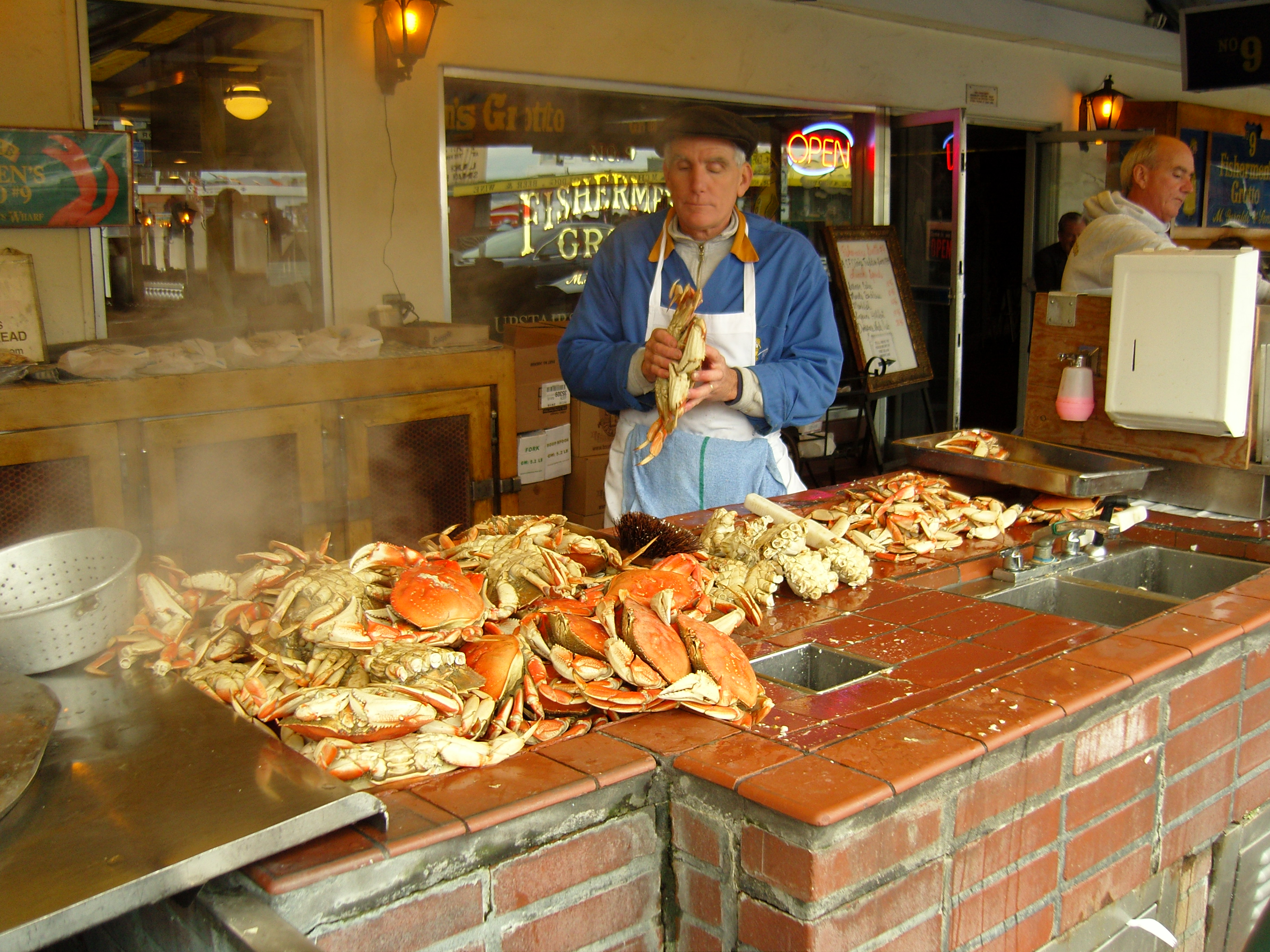
Granchio di Dungeness venduto in una pescheria del quartiere

Fisherman's Wharf è un quartiere ed una popolare attrazione turistica di San Francisco, in California.
I suoi limiti sono: la spiaggia a nord, Ghirardelli Square a sud, Van Ness Street ad est e Pier 35 ad ovest. Questa zona attrae numerosi turisti per la presenza di vari musei, tra cui quello della Marina Militare, e per la presenza di molti ristoranti situati sul lungomare, che offrono anche un servizio di traghetti per raggiungere l'isola di Alcatraz. Le più note attrazioni sono: Pier 39, San Francisco Maritime National Historical Park, il centro commerciale di Cannery, Ghirardelli Square, i centri commerciali Ghirardelli Square, antica sede della fabbrica fondata da Domenico Ghirardelli, il Museo delle cere a Fisherman's Wharf e i chioschi che servono frutti di mare, in particolare vongole ed il granchio di Dungeness. Vicino Pier 45 è posta una cappella in memoria dei pescatori perduti di San Francisco e del nord della California; una volta all'anno, in questa cappella si celebra una messa in loro onore.
Il 23 maggio 2020 parte del Fisherman's Wharf è stata distrutta a causa di un incendio.